# Kazimierz Orzechowski (wicewojewoda)
Kazimierz Orzechowski (ur. 9 lutego 1949) – polski polityk, ekonomista i menedżer, doktor nauk ekonomicznych, w 1998 wicewojewoda skierniewicki.

## Życiorys
Syn Władysława, zamieszkał w Sochaczewie. W 1979 ukończył studia z mechaniki urządzeń rolniczych na Politechnice Białostockiej, a w 1982 z zarządzania na Uniwersytecie Warszawskim. Kształcił się w Akademii Obrony Narodowej. W 2001 obronił na Wydziale Zarządzania UW napisaną pod kierunkiem Karola Sobczaka pracę doktorską pt. Polski system podatkowy wobec małych i średnich przedsiębiorstw. Został adiunktem na Politechnice Warszawskiej i Państwowej Wyższej Szkole Zawodowej w Skierniewicach, wykładał też na Akademii Obrony Narodowej i UW.
Pracował kolejno jako mechanik w powiatowym zarządzie dróg w Grajewie, specjalista ds. technicznych w Sochaczewskim Przedsiębiorstwie Ceramiki Budowlanej i wiceprezes spółdzielni „Metal-Mot”. Od 1984 do 1993 był właścicielem zakładu włókienniczego, następnie pracował w przedsiębiorstwie konsultingowym. Działał w Unii Wolności, od lutego do grudnia 1998 sprawował funkcję ostatniego w historii wicewojewody skierniewickiego. W trakcie kadencji dokonał sprzedaży Polfy Łyszkowice, w związku z czym wszczęto wobec niego postępowanie sądowe. W 1998 wybrany radnym powiatu sochaczewskiego, został jego przewodniczącym. Uzyskał też uprawnienia doradcy podatkowego, prowadził własną kancelarię w Sochaczewie, działał również w spółkach prawa handlowego.